# Сансе (Ду)
Сансе (фр. Sancey) — муніципалітет у Франції, у регіоні Бургундія-Франш-Конте, департамент Ду. Сансе утворено 1 січня 2016 року шляхом злиття муніципалітетів Сансе-ле-Гран i Сансе-ле-Лон. Адміністративним центром муніципалітету є Сансе-ле-Гран. Населення — 1345 осіб (01.01.2021).